# Kaljo Põllu
Kaljo Põllu (Kopa, comtat de Hiiu 28 de novembre de 1934 - 23 de març de 2010) va ser un artista estonià. El 1962 va rebre un diploma en art del vidre, i es va convertir en director del departament d'art de la Universitat Estatal de Tartu; va fundar el grup d'artistes contemporanis Visarid, a Tartu, el 1966. El 1973 es va desplaçar a Tallin, on entre 1975 i 1996 va ensenyar a l'Acadèmia Estoniana d'Arts; en aquell moment el seu estil artístic ja havia canviat cap a una vessant més dramàtica, buscant influències de l'antiga cultura finoúgrica.
El 2007, la Universitat de Tartu va atorgar a Põllu el premi "Contribució a la Identitat Nacional estoniana".

## Carrera creativa
- 1959–1962 first independently created graphic and painting works during studies in the art academy

### Període a Tartu
- 1962–1975 graphic works on impressions from travels in Estonia, Koola peninsula and Transcaucasia
- 1963–1972 abstract, pop-like and op-like graphic artwork and paintings
- 1967–1972 establishing and directing the artistic group "Visarid"
- 1973–1975 collection "Kodalased" ("People at Home") of mezzotinto graphic works (25 works)

### Període a Tallin
- 1978–1984 collection "Kalivägi" ("Kali People") of mezzotinto graphic works (65 works)
- 1987–1991 collection "Taevas ja maa" ("Heaven and Earth") of mezzotinto graphic works (40 works)
- 1991–1995 collection "Kirgastumine" ("Enlightenment") of mezzotinto graphic works (47 works)
- 1994–2008 created more than 100 paintings on figurative impossibleness and seemingly three-dimensionality
- 1998–2003 establishing and directing the artistic group "YDI"

## Exhibicions personals fora d'Estònia (selecció; tot exhibicions gràfiques)
- 1972 exhibition of ex libris by Kaljo Põllu in Frederikshaven (Denmark)
- 1972 exhibition of graphics together with Allex Kütt in the central exhibition hall of all-Soviet Artists Union (25 Gorki Str., Moscow)
- 1984 exhibitions in the library of Helsinki University (Finland) and in Stavanger (Norway)
- 1985 exhibition in Jyväskylä (Finland)
- 1986 exhibition in Södertäle Art Hall (Sweden)
- 1987 exhibitions in Kymenlaakso (Finland); in Göteborg Art Museum, Västerbotten and in Örebro (Sweden)
- 1989 exhibition in Alta (Norway)
- 1990 exhibitions in Suomi Gallery and in Folkens Museum (both in Stockholm, Sweden); in Nordic House (Reykjavik, Iceland); during the VII International Fenno-Ugric Congress in Debrecen (Hungary)
- 1991 exhibitions in Oulu town library and in the art gallery "Pinacotheca" of Jyväskylä University (Finland); in Szombathelys (Hungary)
- 1992 exhibitions in Qaqortoq (Greenland/Denmark); in Seattle and Hancock-Michigan (USA); in Sorbonne Centre of Paris University (France)
- 1993 exhibition in Palm Beach Community College Florida (USA)
- 1994 exhibitions in Grazi Minorite Monastery (Austria), in Kammel Dok architecture centre (Copenhagen, Denmark)
- 1995 exhibitions in Finnish embassy in Paris (France), in Museum für Völkerkunde (Wien, Austria), during the VII International Fenno-Ugric Congress in Jyväskylä (Finland), in Barcelona University (Spain)
- 1996 exhibition in Sevilla and Salamanca University (Spain)
- 2001 exhibition in Budapest (Hungary)
- 2002 exhibition in Dublin National Theatre (Ireland)

## Exposició de catàl·legs publicats fora d'Estònia sobre Kaljo Põllu
- Rödel, Klaus. Kaljo Pöllu. Exlibrisportret 10, 1972.
- Bernshtein, B. Алекс Кютт, Кальё Пыллу. Каталог выставки [Aleks Kütt, Kaljo Põllu. Catalogue of the exhibition], 1972.
- Farbregd, Turid. Barn av vind og vatn [Born from wind and water]. Grafikk: Kaljo Põllu, Tekst: Jaan Kaplinski, 1982.
- Olt, Harry; Rapp, Birgitta. Barn av vind och vatten [Born from wind and water], 1986.
- Kaljo Põllu. Eesti. Grafiikkaa 1973–1988.  Oulun Kaupunginkirjasto, 1991.
- Kaljo Pöllu. Anorrip immallu meerai, 1992.
- Lena Eriksson. Kaljo Põllu. "Barn av vind och vatten". Stockholms länsmusem.  Länskonstmuseet, 1994.

S'han publicat, aproximadament, 30 articles sobre l'art de Kaljo Põllu's en diaris i revistes de fora d'Estònia.